# Pteroglossus torquatus
Pteroglossus torquatus е вид птица от семейство Туканови (Ramphastidae).

## Разпространение
Видът е разпространен в Белиз, Венецуела, Гватемала, Колумбия, Коста Рика, Мексико, Никарагуа, Панама, Салвадор и Хондурас.